# 子育て幽霊

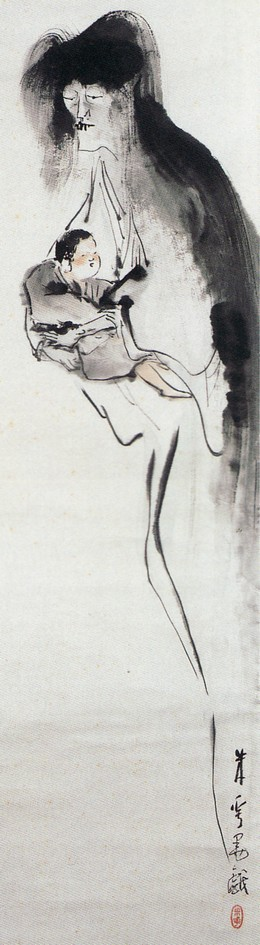
安田米斎画『子育て幽霊図』

子育て幽霊（こそだて ゆうれい）は、日本の民話、怪談。筋立て、結末などに細かな異同が見られるが伝承地は全国に分布しており、落語の題材にもなっている。「飴買い幽霊」ともいう。

## あらすじ
ある夜、店じまいした飴屋の雨戸をたたく音がするので主人が出てみると、青白い顔をして髪をボサボサに乱した若い女が「飴を下さい」と一文銭を差し出した。主人は怪しんだが、女がいかにも悲しそうな小声で頼むので飴を売った。
翌晩、また女がやってきて「飴を下さい」と一文銭を差し出す。主人はまた飴を売るが、女は「どこに住んでいるのか」という主人の問いには答えず消えた。その翌晩も翌々晩も同じように女は飴を買いに来たが、とうとう7日目の晩に「もうお金がないので、これで飴を売ってほしい」と女物の羽織を差し出した。主人は女を気の毒に思ったので、羽織と引き換えに飴を渡した。
翌日、女が置いていった羽織を店先に干しておくと、通りがかりのお大尽が店に入ってきて「この羽織は先日亡くなった自分の娘の棺桶に入れたものだが、どこで手に入れたのか」と聞くので、主人は女が飴を買いにきたいきさつを話した。お大尽は大いに驚いて娘を葬った墓地へ行くと、新しい土饅頭の中から赤ん坊の泣き声が聞こえた。掘り起こしてみると娘の亡骸が生まれたばかりの赤ん坊を抱いており、娘の手に持たせた三途川渡し代の六文銭は無くなっていて、赤ん坊は主人が売った飴を食べていた。
お大尽は、「娘は墓の中で生まれた子を育てるために幽霊となったのだろう」と「この子はお前のかわりに必ず立派に育てる」と話しかけると、娘の亡骸は頷くように頭をがっくりと落とした。この子供は後に菩提寺に引き取られて高徳の名僧になったという。

## 餅を買う女
日本の「飴を買う女」の怪談は、南宋（12-13世紀の中国南部）の洪邁が編纂した『夷堅志』に載せる怪談「餅を買う女」と内容が酷似しており、もともとは中国の怪談の翻案であったと考えられる。
あらすじ
ある民家で、妻が妊娠中に死亡し、埋葬された。その後、町に近い餅屋へ、赤ちゃんを抱えた女が毎日餅を買いに来るようになった。餅屋の者は怪しく思い、こっそり女の服のすそに赤い糸を縫いつけ、彼女が帰ったあとその糸をたどってゆくと、糸は草むらの墓の上にかかっていた。知らせを聞いた遺族が墓を掘り返してみると、棺のなかで赤ちゃんが生きており、死んだ女は顔色なお生けるがごとくであった。女の死後、お腹の中の胎児が死後出産で生まれたものとわかった。遺族は女の死体をあらためて火葬にし、その赤児を養育した。

## 仏教説話・神話との関係
「子育て幽霊」の話は、親の恩を説くものとして多くの僧侶に説教の題材として用いられた。おもな例として、江戸時代初期に肥後国（現在の熊本県）の浄土真宗の僧侶月感が記した『分略四恩論』などがあげられる。
死女が子供を生む話はガンダーラの仏教遺跡のレリーフにも見られ、日本で流布している話の原型は『旃陀越国王経』であるとされる。幽霊があらわれて7日目に赤ん坊が発見される件に注目し、釈迦を生んで7日で亡くなった摩耶夫人のエピソードとの関連を指摘する説もある。
また、女に飴を売る飴屋が坂の上にあるとしている伝承が多く、古事記の黄泉比良坂との関連をうかがわせる。

## 赤ん坊の後身に関する伝承

### 高僧
多くの伝承では赤ん坊は成人して高徳の僧侶になったとするものが多い。実在の僧侶で、この赤ん坊の後身であるとされている伝承がある。
頭白上人（ずはくしょうにん、生没年不明）
常陸国（現茨城県かすみがうら市）で殺された母親から土中で生まれ、母の幽霊によって育てられた。生まれながらに髪の毛が真っ白であったため、“頭白”と呼ばれたという。出家して天台宗の名僧となり全国行脚を修した後に母の菩提を弔ったとも、母親の敵を討ったともいう。上人が亡き母のために建立したと伝えられる石造五輪塔が茨城県土浦市小高地区に存在するほか、千葉県香取市の西蔵院には、村の災厄を鎮めるために上人が入定したという塚がある。
通幻寂霊（つうげんじゃくれい、元亨2年（1322年） - 明徳2年（1391年））
因幡国岩井郡浦留（現在の鳥取県岩美町浦富）、もしくは豊後国武蔵郷（現在の大分県国東市）に生まれる。曹洞宗の僧侶となり總持寺5世となる。通幻十哲と呼ばれる優れた弟子を輩出し、最盛期には曹洞宗全寺院数16,000余寺に対し通幻派9,000ヶ寺という宗門最大の門流を育てた。
大厳（だいごん、寛政3年（1791年） - 安政3年（1856年））
石見国高津（現在の島根県益田市）の庄屋の子として生まれる。浄土真宗の僧侶となり宗学のほかに易経、儒学を修める。萩城下で教授会を開き、町人や藩士が雲集したため、この間、藩校明倫館は休校せざるを得ないほどの盛況であったという。
鉄相禅師（てつそうぜんじ、生年不明 - 元文3年（1738年））
筑前国東町（現福岡県福岡市博多区上呉服町）にあった明光寺で、臨月になって死んだ檀家の娘から産まれた。娘の幽霊が東町の飴屋に飴を買いに来ており、墓の中には飴を包む笹の葉が散乱していたという。成長して明光寺第17代住持となり、名筆家として名を馳せた。ある晩、夢に天狗が現れ、宝満山で競書があるため腕を借りるという。翌日、禅師の右腕は全く動かなかったが、その晩の夢に再び天狗が現れ、約束通り腕を返す言った後、禅師の腕は元通り動くようになった。この時に天狗が禅師の書を火気が避ける術をかけたため、鉄相禅師の書がある家は火事にならないという伝承が残る。
日観上人（にっかんしょうにん）
遠江国西部（静岡県湖西市）で野末八百四郎の内儀が出産の前に亡くなった。その内儀は箕輪の乙山に葬られた。その日より、遠江国本興寺（静岡県湖西市鷲津）門前の飴屋に若い女が飴を買いに現れるようになった。飴屋の主人はあとをつけたが、墓地の近くまでしか分からなかった。その若い女は7日間買いに来たが、話を聞いた八百四郎と飴屋の主人はとうとうその女が墓地に葬られていることとそこで男の子を出産していたこと知った。その後、その男の子は僧侶となり、享保6年（1721年）、法華宗陣門流の本山本興寺第17代住職になる。これが日観上人である。これにちなんで再現された飴がJR鷲津駅近くで「子育て飴」の名で売られている。
日審上人（にっしんしょうにん）
京都にある立本寺で墓から助けられた子は出家し、立本寺第二十世・霊鷲院日審上人となったと伝えられている。

### その他の伝承
京都東山（松原通大和大路東入二丁目轆轤町）には、幽霊に飴を売ったとする飴屋（「みなとや」）が現存しており、「幽霊子育飴」を販売している。当時の飴は水飴のようなもので現在は固形で売られている。飴に添えられた由来書によれば、幽霊の子どもは六道珍皇寺の僧侶になり、寛文6年（1666年）に68歳で入寂したという。これに従うなら、幽霊が飴を買いにあらわれたのは慶長4年（1599年）の出来事になる。
石川県金沢市寺町寺院群静音の西方寺（さいほうじ）には、不治の病で亡くなった身重の女人を手厚く葬ったところ、その墓地から赤子の泣き声を聞きつけたお地蔵さんが赤子をかわいそうに思い、飴を買い与えていたと言う「飴買い地蔵」という伝承がある。いつのころか、この地蔵を削って煎じて子供に飲ませると病気が治ると言う話が藩主並びに各地に伝わり、大勢の人々が詰め掛け、身を削って行った。現在、その地蔵は金澤四十八地蔵霊場第九番として地蔵堂に奉られ信仰を仰いでいる。この他、金石西の道入寺には、住職となった子どもが旅に訪れた絵描きに書いてもらった幽霊画がある。この絵描きは円山応挙であり、住職は幽霊画を母と慕って大切にしたという。また、金沢には他に4件の伝承があり、「あめや坂」という地名も残っている。幽霊が買った飴屋は全て不明。
長崎県長崎市には、麹屋町にあった飴屋に幽霊が飴を買いに来ており、子供が見つかった後に店主の元に現れた幽霊が、お礼に水が枯れない井戸を教えたという。市内の光源寺境内には、この伝承を伝える「赤子塚民話の碑」があるほか、幽霊の木像と掛け軸（藤原清永の作と伝わる）があり、年に1回御開帳が行われる。この時に配られる飴をなめると、母乳の出が良くなるという。幽霊が教えたという「幽霊井戸」は光源寺の近くにあり、その前では「飴屋の一文銭ビスケット」の自動販売機がある。
福岡県福岡市中央区天神の安国寺には、飴買い幽霊とその子供の墓がある。伝承によると、1679年（延宝7年）ごろ、安国寺の隣の鍛冶町にあった飴屋には、毎晩丑三つ時に銭三文を持って飴を買いに来る若い女がいた。ある晩、飴屋の主人が後を追うと安国寺の墓地で姿を見失い、墓の中から嬰児の泣き声がした。翌朝、事情を説明した主人と僧侶が作ったばかりの土饅頭を掘ると、死んだばかりの女性の傍らに女児がいた。だが数日後に女児も亡くなり、女と女児の墓が寄り添うように作られ、現在も安国寺に残る。安国寺では毎年7月27・28日に、産女の夏祭りを開催していた。
福島県伊達市霊山に伝わる話として伊達市領地に住む遠藤氏の娘が飴買い幽霊となり現れ、墓場から死後出産した赤子が見つかるという出来事があり、その子は当時の領主伊達政宗により遠藤から四十九院（つるしいん）と改姓させられたとの話が伝わる。その後四十九院氏は伊具郡金山に移り住み伊達家領地に散らばり現在まで血脈を保っているが、名字の四十九院発祥は伊賀国とあり伊達政宗が伊賀国より伊賀忍者を領地に移り住まわせたとの話も伝わっており、子育てをする飴買い幽霊の話自体が四十九院氏の伊賀国から移住とともに伝わった可能性もある。

## 落語
落語では舞台が京都高台寺になっており、最後に幽霊が「子が大事（高台寺）」と言うのがオチになっている。